# 136518 Opitz
Format:Voir homonymes
136518 Opitz este un asteroid din centura principală de asteroizi.

## Descriere
136518 Opitz este un asteroid din centura principală de asteroizi. A fost descoperit pe 28 septembrie 2005 la Piszkesteto de Krisztián Sárneczky. Asteroidul prezintă o orbită caracterizată de o semiaxă mare de 2,78 ua, o excentricitate de 0,27 și o înclinație de 9,1° în raport cu ecliptica.